# قاره باير
قاره باير هي بلدة في مقاطعة كاسان في ولاية قشقداريا في أوزبكستان.